# WR 69
WR 69 eller HD 136488, är en ensam stjärna belägen i norra delen av stjärnbilden Södra triangeln. Den har en skenbar magnitud av ca 9,1 och kräver ett teleskop för att kunna observeras. Baserat på parallax enligt Gaia Data Release 2 på ca 9,91 mas beräknas den befinna sig på ett avstånd av ca 11 300 ljusår (ca 3 500 parsec) från solen.

## Observation
WR 69 betraktas mestadels som en dubbelstjärna (WC9d + O-stjärna), med en antagen omloppsperiod på 2,293 dygn och en amplitud på 0,044 magnitud, vilket tyder på att den kan vara en kortperiodig binär med kolliderande stjärnvind. Men denna period beror i själva verket inte på en följeslagare, utan på den snabba rotationen av WC9d-stjärnan, som roterar med en varvtid av 2,15 dygn, motsvarande 40 procent av dess upplösningshastighet. WC9d-stjärnan är sannolikt en del av ett mycket vidare binärt system och därav absorptionslinjerna som finns i dess spektrum.

## Egenskaper
WR 69 är ganska medelmåttig för en WC9-stjärna. Modellering av WR 69:s spektrum ger en temperatur på 40 000 K, och en ljusstyrka på ca 214 000 gånger solen härleds från Gaia DR2:s parallax. Från detta kan en radie härledas med hjälp av Stefan-Boltzmanns lag, som visar sig vara strax under 10 solradier. Men i den visuella våglängden är stjärnans luminositet bara 13 600 gånger solens, eftersom de flesta av de 214 000 sänds ut i den ultravioletta våglängden. WR 69 har en massa av ca 12 solmassor, men den började troligen med mycket mer än så och har förlorat mycket massa genom dess kraftiga stjärnvind, som är typisk för Wolf-Rayet-stjärnor. WR 69 förlorar 10-4,87 (ca 1,35 × 10−5) solmassa per år på grund av denna stjärnvind, som har en sluthastighet på 1 089 kilometer per sekund.